# Leibniz-Institut für Naturstoff-Forschung und Infektionsbiologie
Vous pouvez aider à l'améliorer ou bien discuter des problèmes sur sa page de discussion.
- Il ne cite pas suffisamment ses sources. Vous pouvez indiquer les passages à sourcer avec {{référence nécessaire}} ou {{Référence souhaitée}}, et inclure les références utiles en les liant aux notes de bas de page. (Marqué depuis décembre 2021)
- Il a besoin d’être illustré. Des médias (images, animations, vidéos, sons) sous licence libre ou du domaine public sont les bienvenus pour l'améliorer.
Si vous êtes l’auteur d’un média que vous souhaitez partager, importez-le. Si vous n’êtes pas l’auteur, vous pouvez néanmoins faire une demande de libération d’image à son auteur. (Marqué depuis décembre 2021)

- Archive Wikiwix
- Bing
- Cairn
- DuckDuckGo
- E. Universalis
- Gallica
- Google
- G. Books
- G. News
- G. Scholar
- Persée
- Qwant
- (zh) Baidu
- (ru) Yandex
- (wd) trouver des œuvres sur Wikidata

Pour les articles homonymes, voir HKI.
Le Leibniz-Institut für Naturstoff-Forschung und Infektionsbiologie en français : « Institut de recherche sur les produits naturels et la biologie des infections » ou Hans-Knöl-Institut ou HKI est un établissement de recherche allemand situé à Iéna en Thuringe. Le HKI est un membre de la Leibniz-Gemeinschaft (communauté scientifique Leibniz). Son axe directeur de recherche est l’identification et l’étude des produits naturels générés par les micro-organismes, principalement les champignons et moisissures. L’intérêt de ces composés naturels réside dans leurs pouvoirs thérapeutiques (p.ex. la pénicilline). Néanmoins certains de ces champignons ont aussi un pouvoir pathogène pour l’homme et sont la cause de nombreuses infections ; le HKI étudie aussi les mécanismes biologiques de ces infections afin de pouvoir les traiter.

## Historique
L’histoire de l’institut débute en 1950 quand Hans Knöll directeur de la VEB Jenapharm base à Iéna une unité pour la production des vaccins BCG. En 1953, dans l’un des bâtiments du site est fondé l’Institute für Mikrobiologie und experimentelle Therapie (IMET, Institut de microbiologie et de thérapie expérimentale) dont Hans Knöll devient le directeur. En 1956 il intègre l’académie des sciences de la RDA et en 1970 il devient le ZIMET (Zentralinstitute für Mikrobiologie und experimentelle Therapie) ; c’était le principal centre de recherche en sciences biologiques de l’ex-RDA. Après la réunification allemande, il devient le Hans-Knöll-Institute für Naturstoff-Forschung. En 2003, il devient membre de la Leibniz-Gemeinschaft et en 2005 prend son nom actuel.